# لئونارد وود
لئونارد وود (انگلیسی: Leonard Wood; ۹ اکتبر ۱۸۶۰ – ۷ اوت ۱۹۲۷) پزشک، سیاست‌مدار و سرلشکر نیروی زمینی ایالات متحده آمریکا بود، که در فاصله سال‌های ۱۹۱۰ تا ۱۹۱۴ به‌عنوان پنجمین رئیس ستاد نیروی زمینی ایالات متحده آمریکا فعالیت می‌کرد.
وود فعالیت نظامی را از سال ۱۸۸۵ به‌عنوان پزشک در نیروی زمینی آمریکا آغاز کرد، از ۱۸۹۸ تا ۱۸۹۹ فرماندهی تیپ ۲ لشکر پیاده سپاه پنجم را برعهده داشت، از ۱۸۹۹ تا ۱۹۰۲ فرماندار کل کوبا بود و از ۱۹۰۶ تا ۱۹۰۸ به‌عنوان فرمانده لشکر ۱۲ پیاده فعالیت می‌کرد. وی از ۱۹۰۸ تا ۱۹۱۰ فرمانده قرارگاه شرقی ارتش بود، از ۱۹۱۷ تا ۱۹۱۸ فرماندهی لشکر ۸۹ پیاده را برعهده داشت و در فاصله سال‌های ۱۹۲۱ تا ۱۹۲۷ به‌عنوان فرماندار کل فیلیپین فعالیت می‌کرد.
او در جنگ‌های آپاچی، جنگ آمریکا و اسپانیا، جنگ فیلیپین و آمریکا و جنگ جهانی اول حضور داشت و سال ۱۹۲۱ از نیروهای مسلح آمریکا بازنشسته شد.